# Bohdan Danylyschyn
Bohdan Michailowitsch Danylyschyn (ukrainisch Богдан Михайлович  Данилишин; * 6. Juni 1965 im Dorf Zerkowna im Rajon Dolyna, Oblast Iwano-Frankiwsk) ist ein ukrainischer Ökonom und Politiker. Er war von Dezember 2007 bis März 2010 Wirtschaftsminister des Landes.
Danylyschyn studierte Wirtschaftswissenschaft in Ternopil, er promovierte und wurde 2004 zum Mitglied der Akademie der Wissenschaften der Ukraine ernannt. Danylyschyn erhielt 2003 den Staatspreis der Ukraine in der Sektion Wissenschaft und Technologie.
Im Dezember 2007 wurde er zum Wirtschaftsminister in der Regierung von Julija Tymoschenko ernannt, dieses Amt hatte er bis zum März 2010 inne. Im August 2010 wurde gegen ihn von der ukrainischen Staatsanwaltschaft wegen Veruntreuung von öffentlichen Geldern Anklage erhoben. Im Oktober 2010 wurde er in Prag festgenommen. Die ukrainische Regierung beantragte seine Auslieferung. Im Januar 2011 gewährte die Regierung Tschechiens Danylyschyn Politisches Asyl. Das Strafverfahren gegen ihn stellte die ukrainische Justiz Anfang März 2013 ein.